# Dr. August Oetker KG
La Dr. August Oetker KG è la società madre, una holding, della famiglia Oetker.
Nel luglio 2021 la Dr. August Oetker KG è stata formata da due società principali la Dr. August Oetker KG e la Geschwister Oetker Beteiligungen KG).
Al gruppo Oetker appartengono 350 società in diversi settori, non solo alimentari.

## Storia

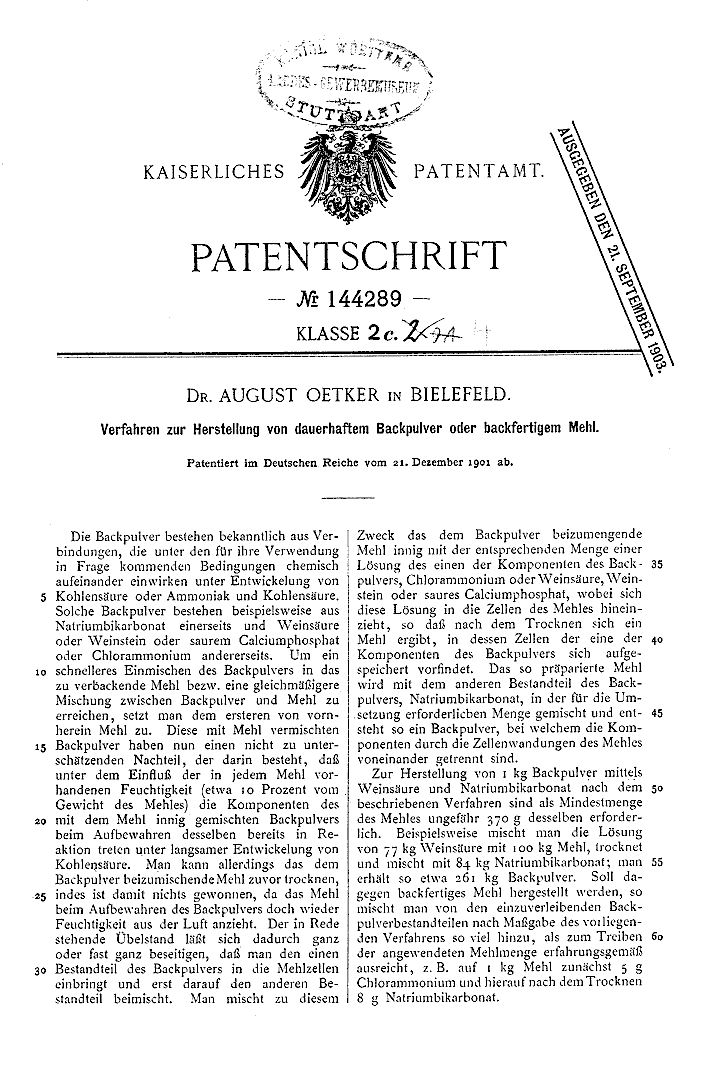
Brevetto del lievito Oetker

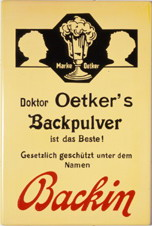
Busta di 10g di lievito del 1902

Nel gennaio 1891, August Oetker a Bielefeld compra la farmacia Aschoff’sche, una delle quattro della città. Nel suo laboratorio sperimenterà nuove idee come un cacao salutare, una crema per piedi, e una tintura per verruche.
Nel laboratorio della farmacia così come in "Casa Müller", già forneria, sperimenterà un nuovo tipo di lievito chimico. Oekter era figlio di un fornaio a Obernkirchen. Per la pasta del pane viene usato lievito naturale o lievito di birra. In Inghilterra dal 19° secolo venivano usate sostanze che creavano lo sviluppo di anidride carbonica durante la lievitazione precottura. In Germania il chimico Justus von Liebig sviluppò una miscela di sostanze che permettevano una riduzione della alterabilità dell'impasto. Uno studente portò l'idea di Liebig negli USA e mise le basi per creare il lievito con bicarbonato di sodio e acido tartarico a livello industriale. È possibile che Oetker seppe da parenti la ricetta. È vero che Oetker non fu l'inventore del procedimento per il lievito. Nel 1901 Oetker depositò un brevetto per un miglioramento del processo di creazione di lievito e registrò il marchio Backin il 27 novembre 1902. Il lievito venne prodotto nella cucina della moglie e poi si passò al garage di casa ed infine venne costruita la sede dell'azienda a Bielefeld in Lutterstraße, stessa sede odierna.
Dal 1900 vennero commercializzate in Germania, bustine di lievito nel numero di 100.000 al giorno. Verranno poi prodotti dalla Dr. Oetker anche polvere per pudding, aromi e amido. Dal 1907 verrà costruita una seconda fabbrica.

### Prima guerra mondiale

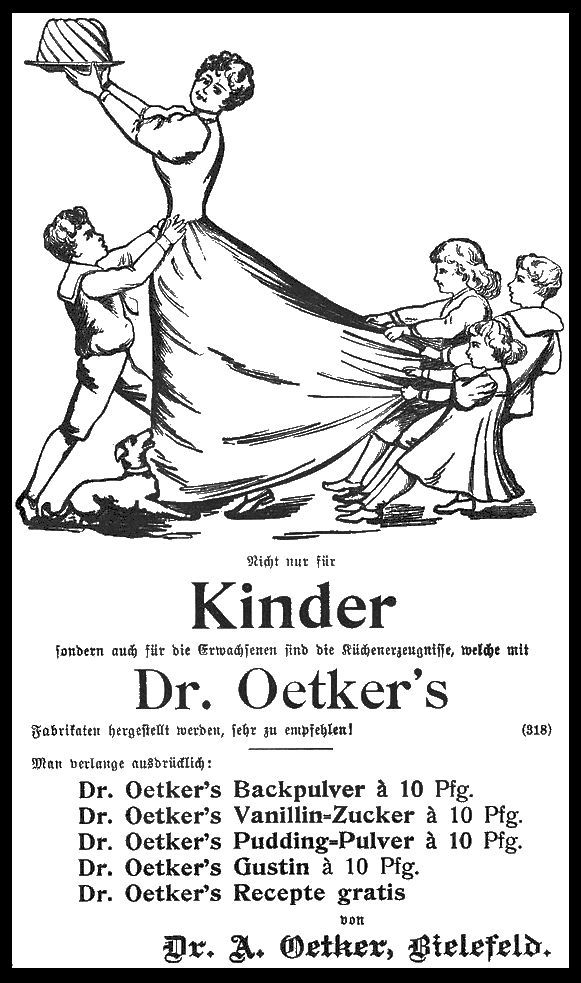
Pubblicità Dr. Oetker del 1903

Rudolf Oetker, unico figlio di August e Karoline Oetker, viene promosso nel 1914 in studi di chimica ed entra in azienda. Parteciperà alla prima guerra mondiale sul fronte francese dove combatté a Verdun e dove morì 8 marzo 1916, lasciando una figlia e un figlio nato dopo la sua morte
August Oetker morirà il 18 gennaio 1918, colpito molto dalla morte del figlio.

### Primo dopoguerra
Karoline Oetker prenderà la guida della società. La nuora vedova Ida sposerà nel 1919 Richard Kaselowsky, amico di gioventù del defunto marito. Alla morte nel 1921 di Behringer, altro amministratore della società, la guida dell'azienda passerà a Richard Kaselowsky e Louis Oetker, fratello del fondatore August.

### Kunsthalle di Bielefeld

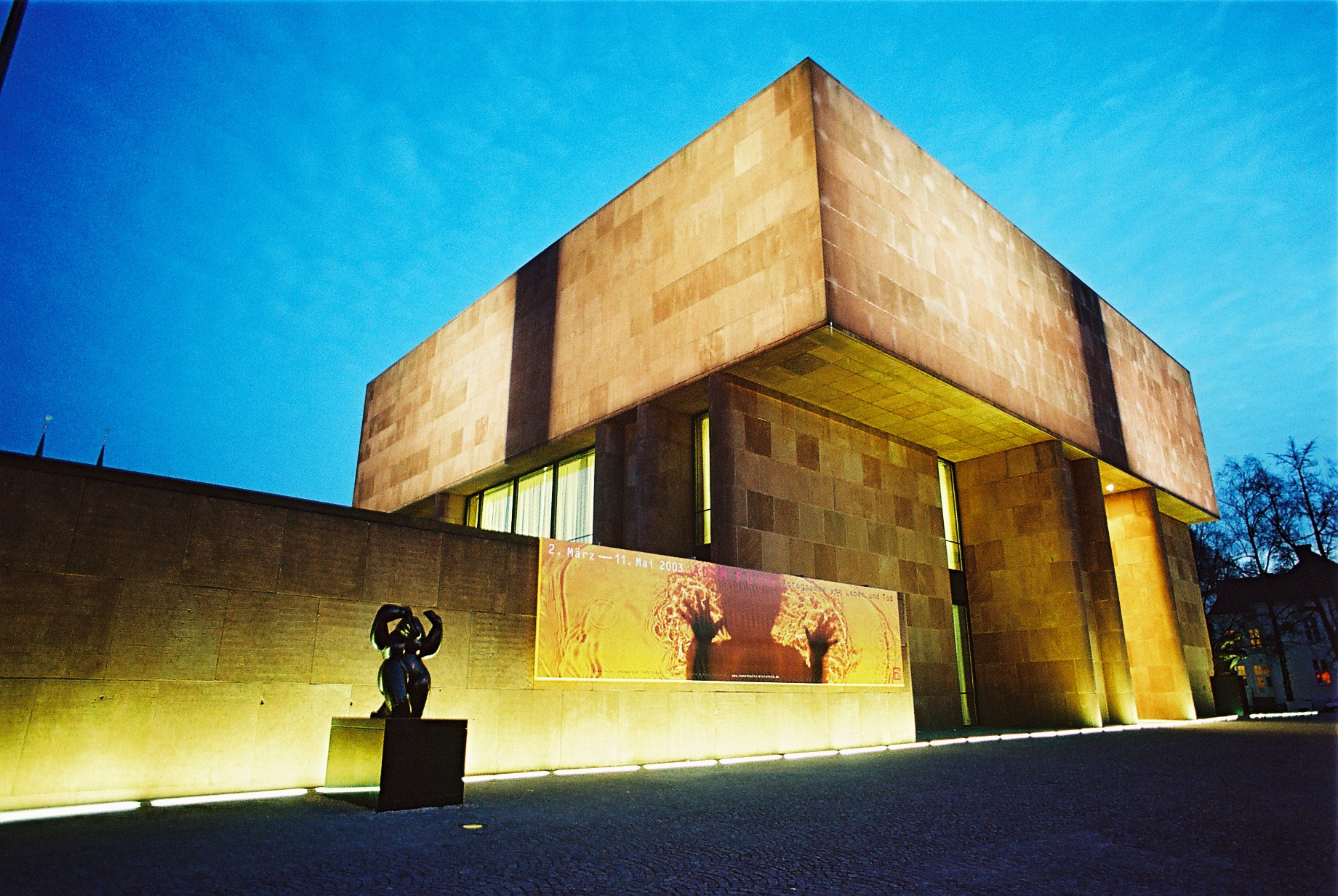
Kunsthalle Bielefeld

Negli anni'60 la famiglia Oetker ha costruito la Kunsthalle Bielefeld dell'architetto Philip Johnson. Nell'autunno 1968 viene inaugurata a nome „Richard-Kaselowsky-Haus – Kunsthalle der Stadt Bielefeld“.

### Azionisti
La società appartiene agli otto eredi di Rudolf-August Oetker:
- Rudolf Louis Schweizer, Murrhardt (dalla madre Rosely Schweizer)
- Philip Oetker (dal padre August Oetker)
- Markus von Luttitz, figlio di Bergit Gräfin Douglas, Monaco di Baviera (dallo zio Christian Oetker)
- Ludwig Graf Douglas, Francoforte (dalla madre Bergit Gräfin Douglas)
- Richard Oetker, Bielefeld